# Trichophora analis
Trichophora analis är en tvåvingeart som beskrevs av Ignaz Rudolph Schiner 1868. Trichophora analis ingår i släktet Trichophora och familjen parasitflugor.
Artens utbredningsområde är Venezuela. Inga underarter finns listade i Catalogue of Life.